# Ангвила на Светском првенству у атлетици на отвореном 1983.
Ангвила је учествовао на 1. Светском првенству на отвореном 1983. одржаном у Хелсинкију, Финска, од 7. до 14. августа.
На првенству у Хелсинкију Ангвилу је представљао један атлетичар који се такмичиo у две тркачке дисциплине.
Представник Ангвиле није освојио ниједну медаљу а оборио је личне рекорде у обе дисциплине.

## Учесници
Мушкарци:
- Тревор Дејвис — 100 и 200 метара

## Резултати

### Мушкарци
| Атлетичар     | Дисциплина | Лични рекорд | Предтакмичење   | Предтакмичење | Квалификације        | Квалификације        | Полуфинале           | Полуфинале           | Финале               | Финале       | Детаљи |
| Атлетичар     | Дисциплина | Лични рекорд | Резултат        | Место         | Резултат             | Место                | Резултат             | Место                | Резултат             | Место        | Детаљи |
| ------------- | ---------- | ------------ | --------------- | ------------- | -------------------- | -------------------- | -------------------- | -------------------- | -------------------- | ------------ | ------ |
| Тревор Дејвис | 100 м      |              | 11,53 (+1,8) ЛР | 8. у гр. 7    | Није се квалификовао | Није се квалификовао | Није се квалификовао | Није се квалификовао | Није се квалификовао | 63 / 65 (67) |        |
| Тревор Дејвис | 200 м      |              | 20.80 (+0.4) ЛР | 7. у гр. 6    | Није се квалификовао | Није се квалификовао | Није се квалификовао | Није се квалификовао | Није се квалификовао | 53 / 59 (64) |        |